# Phenacephorus latifemur
Phenacephorus latifemur är en insektsart som beskrevs av Tamayo Lorenzo 2007. Phenacephorus latifemur ingår i släktet Phenacephorus och familjen Phasmatidae. Inga underarter finns listade i Catalogue of Life.